# Caunay

Caunay este o comună în departamentul Deux-Sèvres, Franța. În 2009 avea o populație de 165 de locuitori.